# دنیس (ویرجینیای غربی)
دنیس (به انگلیسی: Dennis) یک منطقهٔ مسکونی در ایالات متحده آمریکا است که در شهرستان گرین‌بریر، ویرجینیای غربی واقع شده‌است. دنیس ۸۴۶٫۱۴ متر بالاتر از سطح دریا واقع شده‌است.